# Willie Anderson

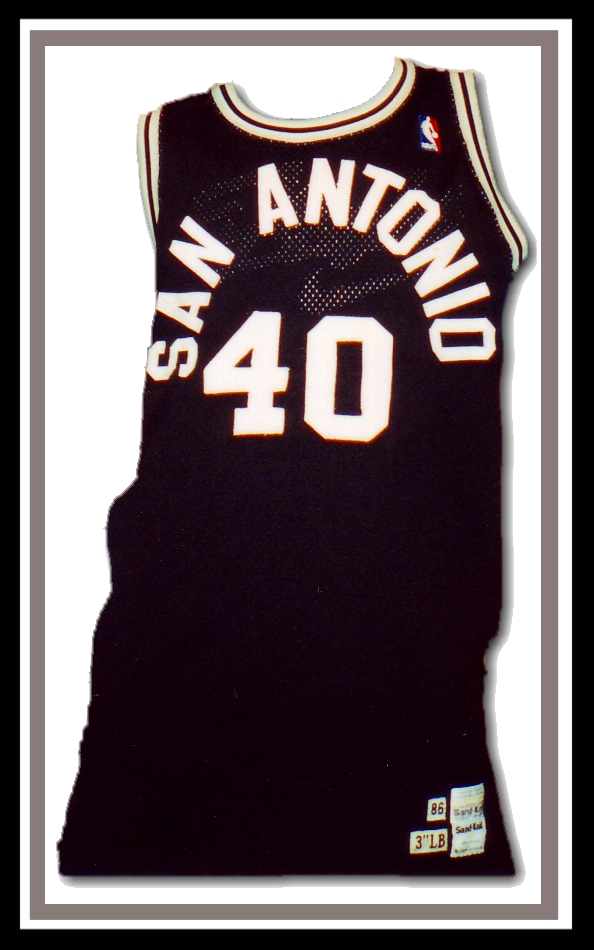
Camiseta de Willie Anderson.

Willie Lloyd Anderson Jr. (Greenville, Carolina del Sur, 8 de enero de 1967) es un exbaloncestista estadounidense. Con 2,01 metros de estatura, jugaba de base. Es el hermano mayor de Shandon Anderson, también jugador profesional en la NBA.

## Trayectoria deportiva
Tras asistir a la Universidad de Georgia, fue seleccionado por San Antonio Spurs en el Draft de 1988 en la décima posición. Jugó en los Spurs hasta la temporada 1994-95, cuando fue elegido en el draft de expansión por Toronto Raptors. En los dos siguientes años jugó en New York Knicks, Miami Heat, Olympiacos, AEK Atenas y Maccabi Tel Aviv hasta su año de retirada, 1998.

### Selección nacional
Anderson fue parte de la selección de baloncesto de Estados Unidos que obtuvo la medalla de plata en los Juegos Panamericanos de 1987.
Al año siguiente ganó la medalla de bronce en los Juegos Olímpicos de Seúl 1988, compartiendo equipo con los futuros jugadores de la NBA Hersey Hawkins, Stacey Augmon, Dan Majerle, Mitch Richmond, Charles D. Smith y David Robinson, este último futuro compañero de equipo. 

## Premios
En 1989, Anderson fue seleccionado en el primer equipo de rookies de la temporada. 

## Estadísticas de su carrera en la NBA

### Temporada regular
| Año     | Equipo      | PJ  | PT  | MPP  | %TC  | %3P  | %TL  | RPP | APP | ROB | TPP | PPP  |
| ------- | ----------- | --- | --- | ---- | ---- | ---- | ---- | --- | --- | --- | --- | ---- |
| 1988-89 | San Antonio | 81  | 79  | 33.8 | .498 | .190 | .775 | 5.1 | 4.6 | 1.9 | 0.8 | 18.6 |
| 1989-90 | San Antonio | 82  | 81  | 34.0 | .492 | .269 | .748 | 4.5 | 4.4 | 1.4 | 0.7 | 15.7 |
| 1990-91 | San Antonio | 75  | 75  | 34.6 | .457 | .200 | .798 | 4.7 | 4.8 | 1.1 | 0.8 | 14.4 |
| 1991-92 | San Antonio | 57  | 55  | 33.1 | .455 | .232 | .775 | 5.3 | 5.3 | 0.9 | 0.9 | 13.1 |
| 1992-93 | San Antonio | 38  | 7   | 14.7 | .430 | .125 | .786 | 1.5 | 2.1 | 0.4 | 0.2 | 4.8  |
| 1993-94 | San Antonio | 80  | 79  | 31.1 | .471 | .324 | .848 | 3.0 | 4.3 | 0.9 | 0.6 | 11.9 |
| 1994-95 | San Antonio | 38  | 11  | 14.6 | .469 | .158 | .732 | 1.4 | 1.4 | 0.7 | 0.3 | 4.9  |
| 1995-96 | Toronto     | 49  | 42  | 31.9 | .440 | .305 | .856 | 3.8 | 3.0 | 1.2 | 1.0 | 12.4 |
| 1995-96 | New York    | 27  | 2   | 18.4 | .421 | .200 | .613 | 2.2 | 1.8 | 0.6 | 0.3 | 5.0  |
| 1996-97 | Miami       | 28  | 1   | 10.8 | .453 | .421 | .850 | 1.5 | 1.2 | 0.5 | 0.1 | 3.0  |
| Total   | Total       | 555 | 432 | 28.8 | .471 | .266 | .786 | 3.8 | 3.8 | 1.1 | 0.6 | 12.2 |

### Playoffs
| Año   | Equipo      | PJ | PT | MPP  | %TC  | %3P   | %TL  | RPP | APP | ROB | TPP | PPP  |
| ----- | ----------- | -- | -- | ---- | ---- | ----- | ---- | --- | --- | --- | --- | ---- |
| 1990  | San Antonio | 10 | 10 | 37.5 | .518 | .400  | .806 | 5.4 | 5.2 | 0.9 | 0.4 | 20.5 |
| 1991  | San Antonio | 4  | 4  | 39.8 | .485 | .200  | .615 | 4.3 | 4.8 | 1.5 | 0.5 | 19.0 |
| 1993  | San Antonio | 10 | 0  | 21.9 | .451 | .545  | .882 | 2.3 | 2.8 | 0.9 | 0.2 | 9.5  |
| 1994  | San Antonio | 4  | 4  | 26.5 | .378 | 1.000 | .571 | 2.0 | 3.0 | 1.3 | 0.5 | 8.3  |
| 1995  | San Antonio | 11 | 0  | 8.8  | .450 | .000  | .667 | 1.1 | 0.9 | 0.5 | 0.0 | 1.8  |
| 1996  | New York    | 4  | 0  | 16.0 | .318 | .167  | .857 | 2.3 | 0.3 | 1.0 | 0.0 | 5.3  |
| 1997  | Miami       | 9  | 0  | 13.3 | .367 | .250  | .900 | 1.9 | 0.6 | 0.4 | 0.2 | 3.7  |
| Total | Total       | 52 | 18 | 21.9 | .464 | .333  | .785 | 2.7 | 2.4 | 0.8 | 0.2 | 9.3  |